# Christian Gottlob Eymann
Christian Gottlob Eymann (* 19. Juli 1808 in Deuben; † 23. Januar 1866 in Potschappel) war ein sächsischer Landwirt und Politiker, der während der Revolutionen 1848/1849 in Erscheinung trat.

## Leben
Eymann war Gutsbesitzer und Ortsrichter in Deuben (heutiges Freital). Auf dem Landtag 1849 vertrat er den 70., 71. und 72. Wahlbezirk in der I. Kammer des Sächsischen Landtags. Eymann wird den linken Kräften zugeordnet. Dem Landtag 1849/50 gehörte er für den 71. Wahlkreis in der II. Landtagskammer an. Am Dresdner Maiaufstand war er wohl nicht unmittelbar beteiligt.
Das von Eymann besessene Bauerngut lag im Steinkohleabbaugebiet Döhlener Becken. Mehrere Jahre widersetzte er sich dem Steinkohlen Actienverein Potschappel als Besitzer des Ritterguts Potschappel gerichtlich, bevor die Steinkohlelager unter seinem Grundstück erkauft werden konnten. Er war danach Pächter des Rittergutes Potschappel. Er starb im Januar 1866, als er Abends auf dem Nachhauseweg einen über einen Mühlgraben führenden Steg verfehlte, in das Wasser stürzte und ertrank.